# 観蔵院 (台東区)
観蔵院（かんぞういん）は、東京都台東区にある真言宗智山派の寺院。

## 歴史
1611年（慶長16年）、澄円によって開山された。江戸のどこかに位置していたが、1644年（正保元年）に現在地に移転した。
墓地には、根生院座主快道法印や東京日日新聞（毎日新聞の前身）の創設者の一人西田伝助の墓がある。

## 交通アクセス
- 新御徒町駅A3出口より徒歩約5分（経路案内）。
- 銀座線稲荷町駅2番出口より徒歩約6分（経路案内）。